# Li Yundi
Li Yundi  (chino simplificado: 李云迪; chino tradicional: 李雲迪; pinyin: Lǐ Yúndí) (Chongqing, China, 7 de octubre de 1982) es un pianista chino. También es conocido popularmente por la inversión de su nombre: Yundi Li. Es conocido sobre todo por ser el pianista más joven en ganar el Concurso Internacional de Piano Frédéric Chopin a la edad de 18 años en el año 2000. Li reside en la actualidad en la ciudad de Hong Kong, donde sigue dando conciertos con la Orquesta Filarmónica de Hong Kong.

## Infancia
Su padre, Li Chuan, y su madre, Zhang Xiaolu, ambos trabajaron para la Compañía de Acero y Hierro de Chongqing. A pesar de no venir de una familia de músicos, Li Yundi tomó clases de música. Cuando tenía tres años, sus padres le compraron un acordeón después de que él quedase maravillado al ver a un acordeonista tocando en un centro comercial. Consigue dominar el instrumento a la edad de cuatro años, estudiando con Tan Jian Min, un profesor de música de China. Sólo un año más tarde, ganó el primer premio en el Concurso Infantil de Acordeón de Chongqing. 
Li comenzó a estudiar piano a la edad de siete años. Dos años más tarde, su profesor le presentó a Dan Zhao Yi, uno de los más renombrados maestros de piano de China, con quien estudiará durante nueve años. Li tuvo la ambición de convertirse en pianista profesional. En 1994, empezó la educación secundaria, relacionado con la Academia de Música de Sichuan.

## Premios
Li ha recibido premios en varios concursos. Ganó el Concurso de Piano para Niños de Pekín en 1994. En 1995, fue galardonado con el primer premio en el Stravinksy International Youth Competition. En 1998, ganó el South Missouri International Youth Piano Competition. Al año siguiente, obtuvo el Tercer Premio en el Concurso Internacional de Piano Franz Liszt de Utrecht, así el primer premio en el Concurso Internacional de Piano de China. También consiguió el primer puesto en el Gina Bachauer Young Artists International Piano Competition.
En octubre de 2000, a instancias del Ministerio de Cultura chino, Li participó en el XIV Concurso Internacional de Piano Frédéric Chopin en Varsovia. Fue el primer participante que consiguió el primer premio en este concurso desde hacía 15 años. A los 18 años de edad, fue el ganador más joven y el primer chino en la historia de la competición. Li recibió el Premio de la Polonesa por la Sociedad Chopin por su interpretación en el concurso.
Poco después, Li buscó al pianista Arie Vardi como instructor y, por tanto, dejó a sus padres y a su casa para vivir y estudiar en la Hochschule für Musik und Theater de Hannover (Alemania).

## Premios y condecoraciones
- 2019 — Medalla al Mérito a la Cultura ’Gloria Artis’ de Polonia — la Medalla de Oro[5]
- 2013 — Classic FM de Reino Unido — Disco del año — Yundi Beethoven
- 2010 — Medalla al Mérito a la Cultura ‘Gloria Artis’ de Polonia — la Medalla de Plata[6]
- 2007 — 85 Futuros Representantes Chinos que Influyen en el Mundo — la Revista Japonesa ‘FLASH’[7]
- 2006 — El Sexto Sesión del Premio al artista del banco estatal del norte de Alemania
- 2005 — Premio de XM Radio
- 2003 — Mejor disco de música clásica del año — New York Times — Yundi Li Liszt[8]
- 2003 — Echo Klassik — Premio al Mejor Disco Solista — Yundi Li Liszt[8]
- 2002 — El Cuarto Sesión del Premio Discos de Oro de China — Premio de Interpretación y Premio Especial del Jurado — Yundi Li Liszt[8]
- 2002 — Premios de Música Edison en Holanda — Premios de Discos Clásicos[8]
- 2001 — Premio Platino de Ventas de Discos Clásicos de Hong Kong — Yundi Li Chopin
- 2001 — 100 Jóvenes que Pueden Influir en China en el siglo XXI — por Oficina Editorial de juvenil de China
- 2001 — El Octavo Sesión del ‘10 Jóvenes Desdacados de Shenzhen’
- 2000 — El XIV Concurso Internacional de Piano Frédéric Chopin — Campeón[9]
- 2000 — El XIV Concurso Internacional de Piano Frédéric Chopin — el Premio de la Polonesa[9]
- 1999 — El Segundo Concurso Internacional de Piano de China — el Tercer Premio[10]
- 1999 — El Concurso Internacional de Piano para Jóvenes Artist Gina Bachauer — el Primer Premio[11]
- 1999 — El Quinto Concurso Internacional de Piano Franz Liszt de Utrecht — el Tercer Premio[12]
- 1998 — El Séptimo Concurso Internacional de Piano para Jóvenes del Sur de Misuri — Grupo de Júnior — el Tercer Primero[10]
- 1997 — El Primero Concurso de Piano de Obras Chinas de Hong Kong — Grupo Superior — Grupo de ´El Concierto del Río Amarillo’ — Campeón[13]
- 1996 — El Décimo Concurso Abierto de Piano de Hong Kong-Asia — el Tercer Premio[13]
- 1995 — Concurso Internacional de Piano Juvenil Stravinsky — el Tercer Premio[13]
- 1994 — El Concurso de Piano para Niños de Pekín — Campeón[13]

## Conciertos y grabaciones
El debut de Li en Estados Unidos tuvo lugar en junio de 2003 en el Carnegie Hall, como parte de la Gala del CL Aniversario de Steinway and Sons. Su concierto debut en Estados Unidos tuvo lugar el mes siguiente, interpretando el Concierto para piano n.º 1 de Frédéric Chopin. También fue honrado con una recepción especial en la casa del Embajador de China en los Estados Unidos, donde actuó ante varios funcionarios del Departamento de Estado estadounidense. 
La segunda grabación de Li fue de obras de Liszt para Deutsche Grammophon (discográfica para la que grabó exclusivamente noviembre de 2008), que fue lanzado en agosto de 2003 y fue considerado el "Mejor CD del Año" por el The New York Times. Su tercera grabación, compuesta por cuatro Scherzi de Chopin y tres impromptus, fue lanzado a finales de 2004. También ha dado un recital en el famoso Musikverein de Viena, interpretando obras de Mozart, Scarlatti, Schumann y Liszt . 
Li es el tema de un próximo largometraje documental, The Young Romantic: Yundi Li, dirigida por Barbara Willis Sweete.

## Álbumes
```
[
15
]
```

2001-5-15
Grabación en Vivo del XIV Concurso Internacional de Piano Frédéric Chopin 
2001-12-05
Yundi Li Chopin
2002-12-16
Yundi Li Liszt
2002-12-31
Bises (Encores)
2003-10-29
Portrait
2004-05-31
Concierto del Obras de Chopin y Liszt En Vivo (Chopin/liszt Live in concert)
2004-12-17
Scherzos y improvisados de Chopin (Chopin Scherzi/Impromptus)
2005-06-01
Recital de Viena (Vienna Recital)
2007-02-01
1°Concierto para Piano de Chopin y 1°Concierto para Piano de Liszt (Chopin-Piano Concerto NO.1/Liszt-Piano Concerto NO.1)
2007-05-26
2°Concierto para Piano de Prokofiev y Concierto para Piano G Mayor de Ravel (Prokofiev Piano Concerto NO.2;Ravel Piano Concerto in G major)
2010-03-10
Chopin Mejor (Chopin Best)
2010-03-10
Nocturnos de Chopin (Chopin Nocturnes)
2010-10-19
Concierto En Vivo en Pekín (Live in Beijing)
2011-09-20
Piano Rojo (Red Piano)
2012-01-26
Recital del Obras de Chopin y Liszt (Chopin & Liszt Recital)
2012-09-03
Beethoven-Patético, Luz de la Luna, Appassionata (Beethoven-Pathétique Moonlight Appassionata)
2013-04-16
El Arte de Yundi (The Art of YUNDI)
2014-03-10
Emperador y Fantasía (Emperor / Fantasy)
2015-09-11
Todos los Preludes de Chopin (Chopin: The Complete Preludes)
2016-02-26
Baladas de Chopin (Chopin: Ballades)
2019-12-18
1°y  2°Conciertos para Piano de Chopin (Yundi Chopin Piano Concertos No.1 & No.2)

## Filmografía

### Apariciones en programas de variedades
| Año  | Programa     | Notas          |
| ---- | ------------ | -------------- |
| 2017 | Keep Running | episodio #5.05 |

### Como rostro en campañas publicitarias
Por su prominente influencia en su natal China y por su apetecido rostro en diversas campañas publicitarias, ha prestado su rostro promocionando la marca de automóviles Toyota, junto con la cantante norteamericana Taylor Swift.

### Líos legales
Está siendo involucrado en una reyerta judicial el 22 de octubre de 2021, en un caso de prostitución en el cual está siendo investigado por tal hecho.